# Quœux-Haut-Maînil
Quoeux-Haut-Maînil é uma comuna francesa na região administrativa de Altos da França, no departamento de Pas-de-Calais. Estende-se por uma área de 12,01 km². Em 2010 a comuna tinha 250 habitantes (densidade: 20,8 hab./km²).